# Cocumont
Cocumont est une commune du Sud-Ouest de la France, située dans le département de Lot-et-Garonne, en région Nouvelle-Aquitaine.

## Géographie

### Localisation

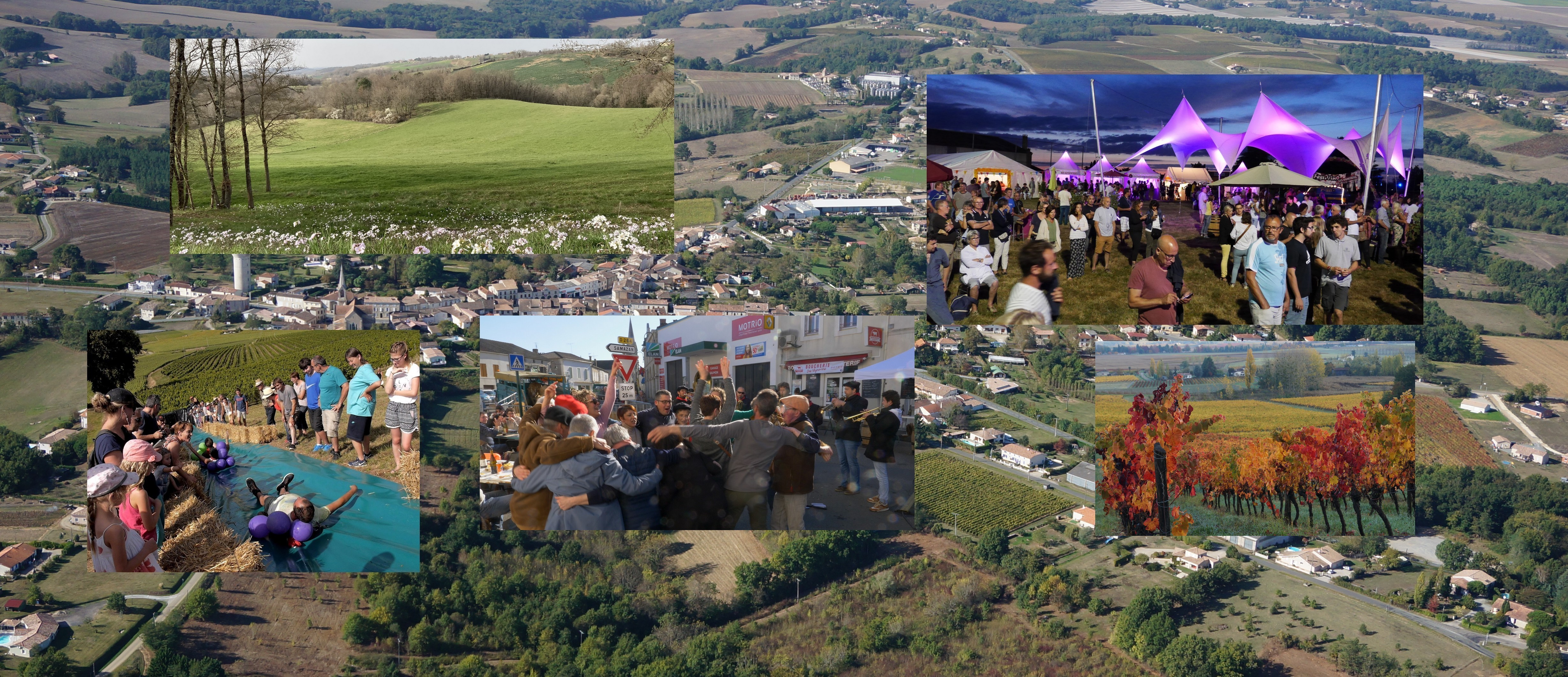
Cocumont village gascon, ses paysages son vignoble, ses fêtes ...

La commune de Cocumont se situe dans l'extrême ouest du département de Lot-et-Garonne, en limite du département de la Gironde, à 67 km au nord-ouest d'Agen, chef-lieu du département, à 15 km au sud-ouest de Marmande, chef-lieu d'arrondissement.

### Communes limitrophes
Cocumont est limitrophe de huit autres communes dont deux en Gironde.
Les communes limitrophes sont Meilhan-sur-Garonne, Grignols, Sigalens, Guérin, Marcellus, Montpouillan, Romestaing et Saint-Sauveur-de-Meilhan.
| Saint-Sauveur-de-Meilhan | Meilhan-sur-Garonne | Marcellus    |
| Sigalens (Gironde)       | Cocumont            | Montpouillan |
| Grignols (Gironde)       | Romestaing          | Guérin       |

### Climat
Pour des articles plus généraux, voir Climat de la Nouvelle-Aquitaine et Climat de Lot-et-Garonne.
Historiquement, la commune est exposée à un climat océanique aquitain.  
En 2020, Météo-France publie une typologie des climats de la France métropolitaine dans laquelle la commune est exposée à un climat océanique et est dans la région climatique Aquitaine, Gascogne, caractérisée par une pluviométrie abondante au printemps, modérée en automne, un faible ensoleillement au printemps, un été chaud (19,5 °C), des vents faibles, des brouillards fréquents en automne et en hiver et des orages fréquents en été (15 à 20 jours).
Pour la période 1971-2000, la température annuelle moyenne est de 13,1 °C, avec une amplitude thermique annuelle de 15,1 °C. Le cumul annuel moyen de précipitations est de 805 mm, avec 10,7 jours de précipitations en janvier et 6,6 jours en juillet. Pour la période 1991-2020, la température moyenne annuelle observée sur la station météorologique la plus proche, située sur la commune de Saint-Martin-Curton à 13 km à vol d'oiseau, est de 13,7 °C et le cumul annuel moyen de précipitations est de 867,2 mm,. Pour l'avenir, les paramètres climatiques de la commune estimés pour 2050 selon différents scénarios d’émission de gaz à effet de serre sont consultables sur un site dédié publié par Météo-France en novembre 2022.

## Urbanisme

### Typologie
Au 1er janvier 2024, Cocumont est catégorisée commune rurale à habitat dispersé, selon la nouvelle grille communale de densité à sept niveaux définie par l'Insee en 2022.
Elle est située hors unité urbaine. Par ailleurs la commune fait partie de l'aire d'attraction de Marmande, dont elle est une commune de la couronne,. Cette aire, qui regroupe 48 communes, est catégorisée dans les aires de 50 000 à moins de 200 000 habitants,.

### Occupation des sols

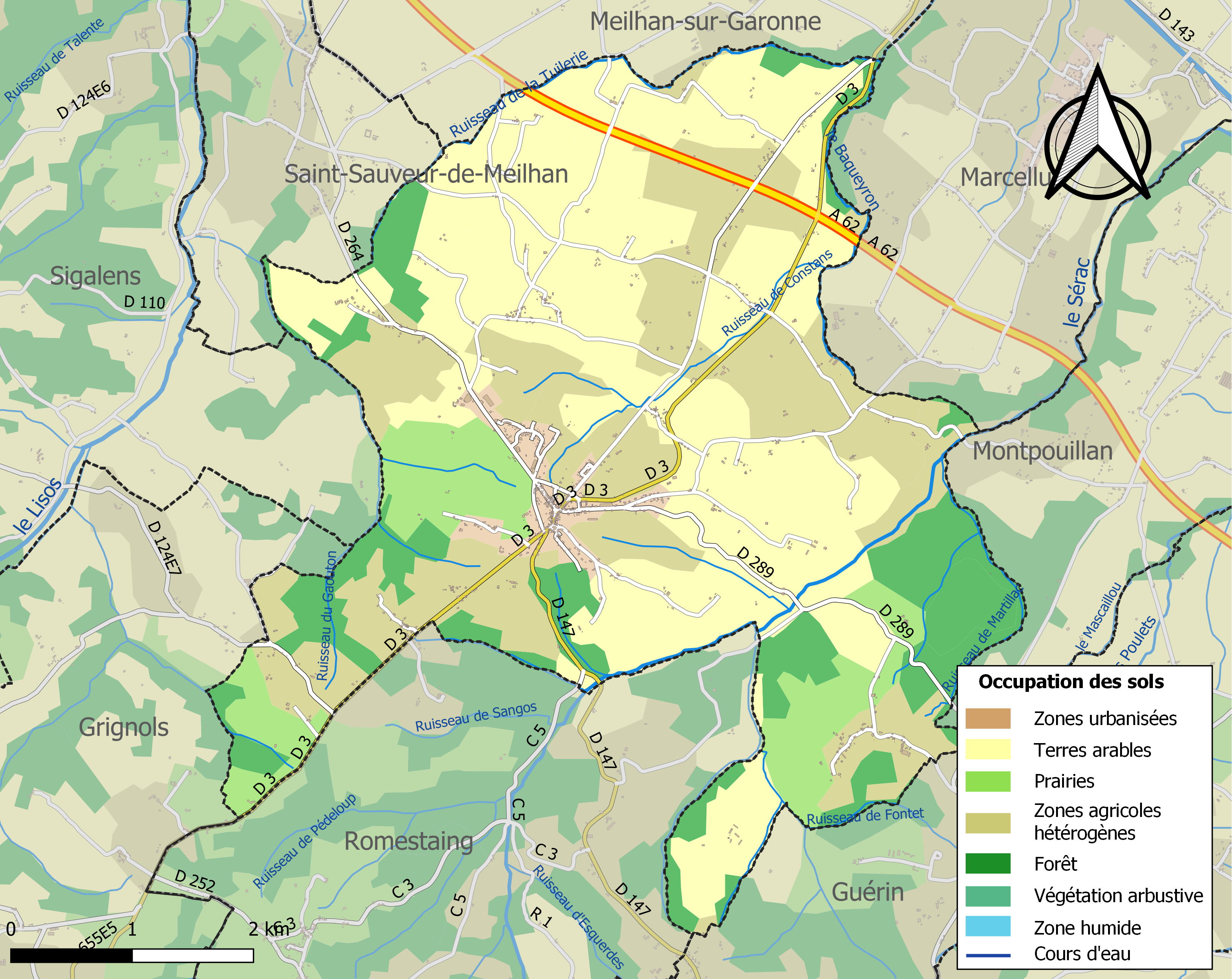
Carte des infrastructures et de l'occupation des sols de la commune en 2018 (CLC).

L'occupation des sols de la commune, telle qu'elle ressort de la base de données européenne d’occupation biophysique des sols Corine Land Cover (CLC), est marquée par l'importance des territoires agricoles (82 % en 2018), en diminution par rapport à 1990 (83,8 %). La répartition détaillée en 2018 est la suivante : 
zones agricoles hétérogènes (28,6 %), terres arables (22,4 %), cultures permanentes (21,6 %), forêts (15,1 %), prairies (9,4 %), zones urbanisées (2,9 %). L'évolution de l’occupation des sols de la commune et de ses infrastructures peut être observée sur les différentes représentations cartographiques du territoire : la carte de Cassini (XVIIIe siècle), la carte d'état-major (1820-1866) et les cartes ou photos aériennes de l'IGN pour la période actuelle (1950 à aujourd'hui).

### Voies de communication et transports
La route départementale D 3 qui traverse le village mène vers le nord à Sainte-Bazeille et vers le sud à Romestaing et au-delà à Grignols.
Du village, la route départementale D 264 mène vers le nord-ouest à Saint-Sauveur-de-Meilhan puis Meilhan-sur-Garonne. Vers l'est, la route départementale D 289 mène à Samazan puis au Mas-d'Agenais tandis que la route départementale D 147 conduit vers le sud-est à Bouglon puis à Casteljaloux.
Cocumont se situe à égale distance (11 à 12 km) de l'accès no 4, dit de La Réole, au nord-ouest, et l'accès no 5, dit de Marmande, à l'est, de l'autoroute A62 (Bordeaux-Toulouse).
La gare SNCF la plus proche est, à 16 km vers le nord-est, celle de Marmande sur la ligne Bordeaux - Sète du TER Nouvelle-Aquitaine.

### Risques majeurs
Le territoire de la commune de Cocumont est vulnérable à différents aléas naturels : météorologiques (tempête, orage, neige, grand froid, canicule ou sécheresse), inondations, mouvements de terrains et séisme (sismicité très faible). Il est également exposé à un risque technologique, le transport de matières dangereuses. Un site publié par le BRGM permet d'évaluer simplement et rapidement les risques d'un bien localisé soit par son adresse soit par le numéro de sa parcelle.

#### Risques naturels
Certaines parties du territoire communal sont susceptibles d’être affectées par le risque d’inondation par débordement de cours d'eau, notamment le Sérac. La commune a été reconnue en état de catastrophe naturelle au titre des dommages causés par les inondations et coulées de boue survenues en 1982, 1983, 1999, 2009 et 2018,.
Les mouvements de terrains susceptibles de se produire sur la commune sont des glissements de terrain et des tassements différentiels.

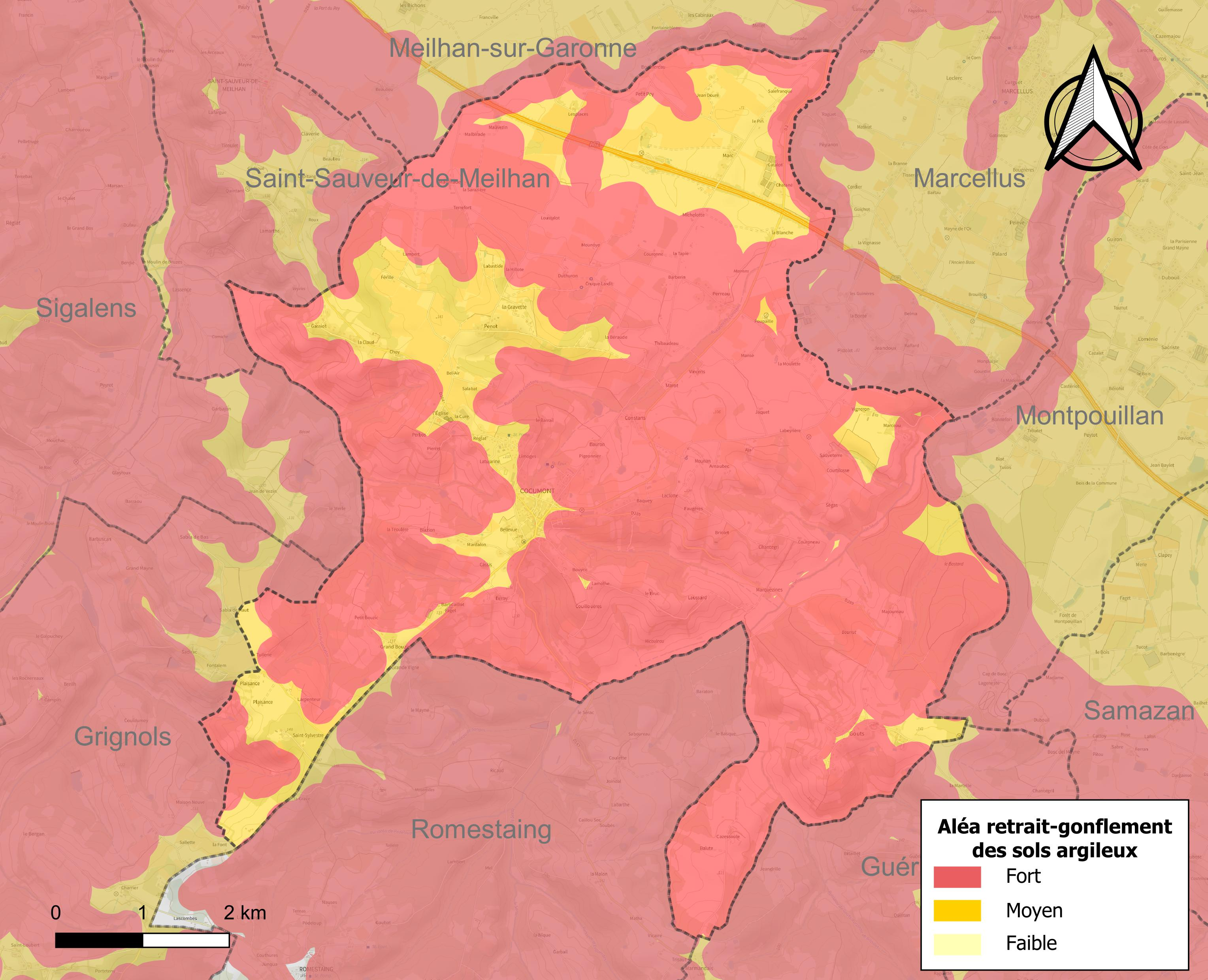
Carte des zones d'aléa retrait-gonflement des sols argileux de Cocumont.

Le retrait-gonflement des sols argileux est susceptible d'engendrer des dommages importants aux bâtiments en cas d’alternance de périodes de sécheresse et de pluie. La totalité de la commune est en aléa moyen ou fort (91,8 % au niveau départemental et 48,5 % au niveau national). Depuis le 1er octobre 2020, en application de la loi ELAN, différentes contraintes s'imposent aux vendeurs, maîtres d'ouvrages ou constructeurs de biens situés dans une zone classée en aléa moyen ou fort,.
Concernant les mouvements de terrains, la commune a été reconnue en état de catastrophe naturelle au titre des dommages causés par la sécheresse en 2003 et 2015 et par des mouvements de terrain en 1999.

## Toponymie
La graphie du nom de la commune est identique en gascon.
Selon toute probabilité, le nom de Cocumont viendrait de deux mots latins: "Cuculo" (cri du coucou) et "Mons" (montagne). Cela voudrait ainsi dire "Montagne où chante le coucou". Des traces latines du XIe siècle indiquent le nom de "Coculo Monte". Au XVIe siècle, le patois gascon donne les titres de "Cocutmon" et de "Coucugmon".
Ses habitants sont appelés les Cocumontais.

## Histoire
- Siège d'un prieuré fondé au XIe siècle et dépendant de l'abbaye de Conques.
- Bastide créée en 1255 par les Anglais.
- Seigneurie appartenant aux seigneurs de Mauvezin puis à la famille de Gasq.

## Politique et administration

### Politique environnementale
Dans son palmarès 2024, le Conseil national de villes et villages fleuris de France a attribué deux fleurs à la commune.

### Jumelages
- Dessenheim, département du Haut-Rhin (France)
- Sarmede, province de Trévise, Vénétie. (Italie)

## Démographie
L'évolution du nombre d'habitants est connue à travers les recensements de la population effectués dans la commune depuis 1793. Pour les communes de moins de 10 000 habitants, une enquête de recensement portant sur toute la population est réalisée tous les cinq ans, les populations de référence des années intermédiaires étant quant à elles estimées par interpolation ou extrapolation. Pour la commune, le premier recensement exhaustif entrant dans le cadre du nouveau dispositif a été réalisé en 2008.

En 2022, la commune comptait 1 110 habitants, en évolution de +1,37 % par rapport à 2016 (Lot-et-Garonne : −0,18 %, France hors Mayotte : +2,11 %).
| 1793  | 1800  | 1806  | 1821  | 1831  | 1836  | 1841  | 1846  | 1851  |
| ----- | ----- | ----- | ----- | ----- | ----- | ----- | ----- | ----- |
| 1 528 | 1 550 | 1 572 | 1 570 | 1 676 | 1 722 | 1 664 | 1 732 | 1 706 |

| 1856  | 1861  | 1866  | 1872  | 1876  | 1881  | 1886  | 1891  | 1896  |
| ----- | ----- | ----- | ----- | ----- | ----- | ----- | ----- | ----- |
| 1 651 | 1 708 | 1 694 | 1 662 | 1 675 | 1 594 | 1 471 | 1 435 | 1 435 |

| 1901  | 1906  | 1911  | 1921  | 1926  | 1931  | 1936  | 1946  | 1954  |
| ----- | ----- | ----- | ----- | ----- | ----- | ----- | ----- | ----- |
| 1 439 | 1 400 | 1 350 | 1 152 | 1 167 | 1 174 | 1 192 | 1 194 | 1 152 |

| 1962  | 1968  | 1975  | 1982  | 1990 | 1999 | 2006 | 2008 | 2013  |
| ----- | ----- | ----- | ----- | ---- | ---- | ---- | ---- | ----- |
| 1 142 | 1 141 | 1 022 | 1 022 | 937  | 888  | 934  | 947  | 1 078 |

| 2018  | 2022  | - | - | - | - | - | - | - |
| ----- | ----- | - | - | - | - | - | - | - |
| 1 066 | 1 110 | - | - | - | - | - | - | - |

## Culture locale et patrimoine

### Lieux et monuments
- L'église paroissiale Saint-Jean-Baptiste de style néogothique, construite du XIXe siècle, se situe dans le centre du village.
- Église Saint-Jean de Vidailhac de Cocumont. Au lieu-dit Vieille Église, se trouve, au milieu d'un cimetière encore en usage, l'église Saint-Jean de Vidailhac de style roman datant du XIIe siècle, souvent réaménagée et restaurée au cours des siècles suivants, aujourd'hui fermée, en état de relatif délabrement et inutilisée. Elle est classée monument historique depuis 1927[28].
- Église Saint-Martin de Goux de Cocumont. Au lieu-dit Gouts (ou Goutz, Goux ou Goutx) l'église romane de Gouts du XIIe siècle dédiée à saint Martin, remaniée au XVIIIe siècle, appelée également église Goux de Loutrange, est classée monument historique depuis 1965[29].
- Église Saint-Jean-Baptiste de Cocumont. Elle est inscrite à l'Inventaire général du patrimoine culturel[30].
- Église Saint-Gervais de Cocumont. Elle est inscrite à l'Inventaire général du patrimoine culturel[31].
- Une église romane du XIIe siècle dédiée à saint Jean de Vidalque puis à saint Gervais existait au lieu-dit Briolet ; elle a été classée en 1927[32] mais, en très mauvais état, elle a quasiment disparu depuis 1970 et il n'en reste que des ruines portant des peintures murales inventoriées[33] et une cloche datant de 1578 classée à l'inventaire des monuments historiques en 1910[34].
- Une ancienne église du XIVe siècle dite Saint-Sylvestre-de-Loutrange a existé au lieu-dit Saint-Sylvestre mais, vendue comme bien national à la Révolution, elle est aujourd'hui entièrement transformée en maison et grange.
- De nombreux « objets » (cloches, bénitiers et autres mobiliers) abrités par les églises Saint-Jean-Baptiste, Saint-Jean-de-Vidailhac et Saint-Martin de Gouts sont répertoriés à l'inventaire du ministère de la Culture[35]. Une cloche de l'église Saint-Jean-Baptiste a été offerte par la confrérie des Pénitents blancs de Cocumont[36].

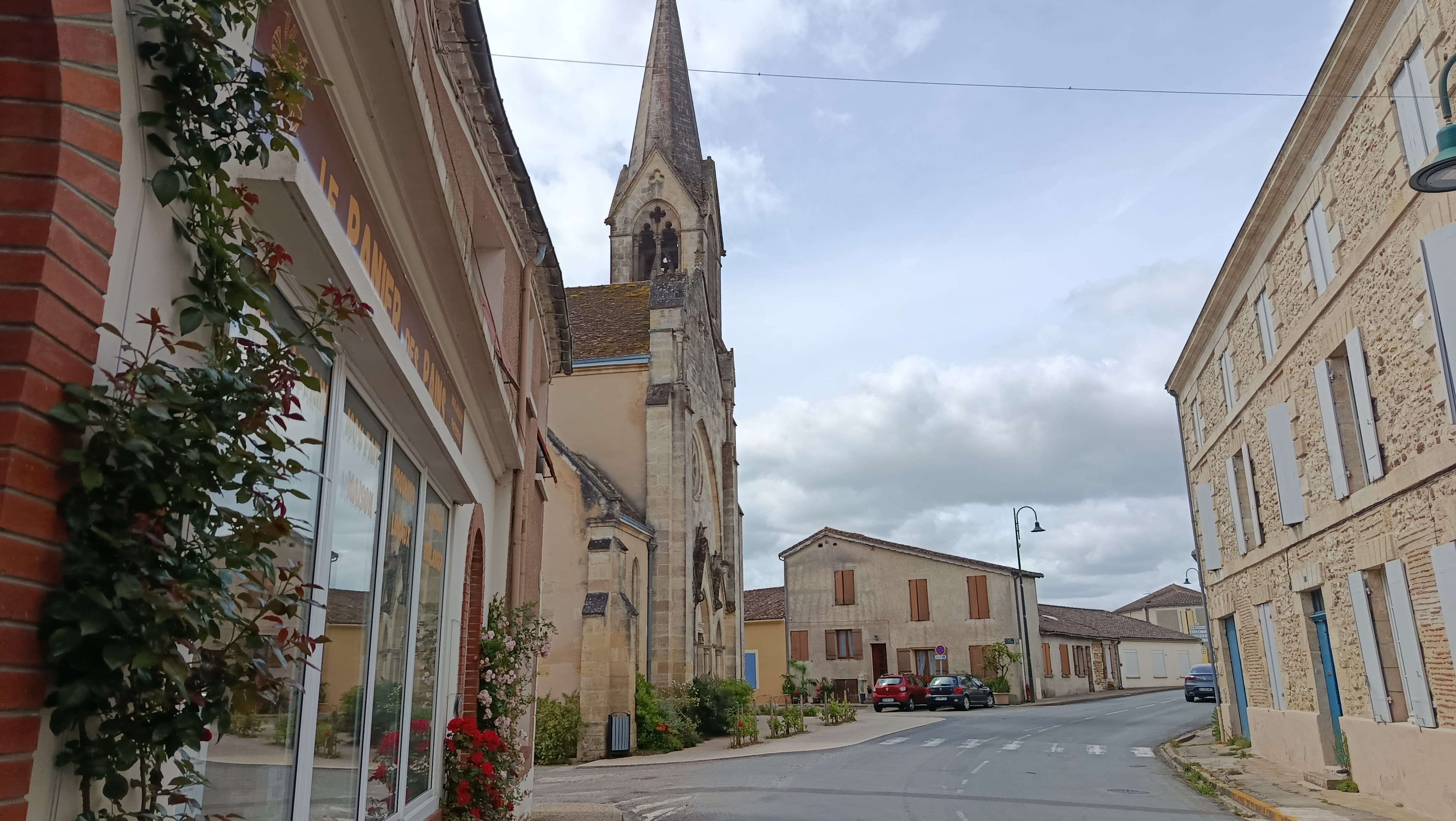
L'église Saint-Jean-Baptiste (mai 2025)
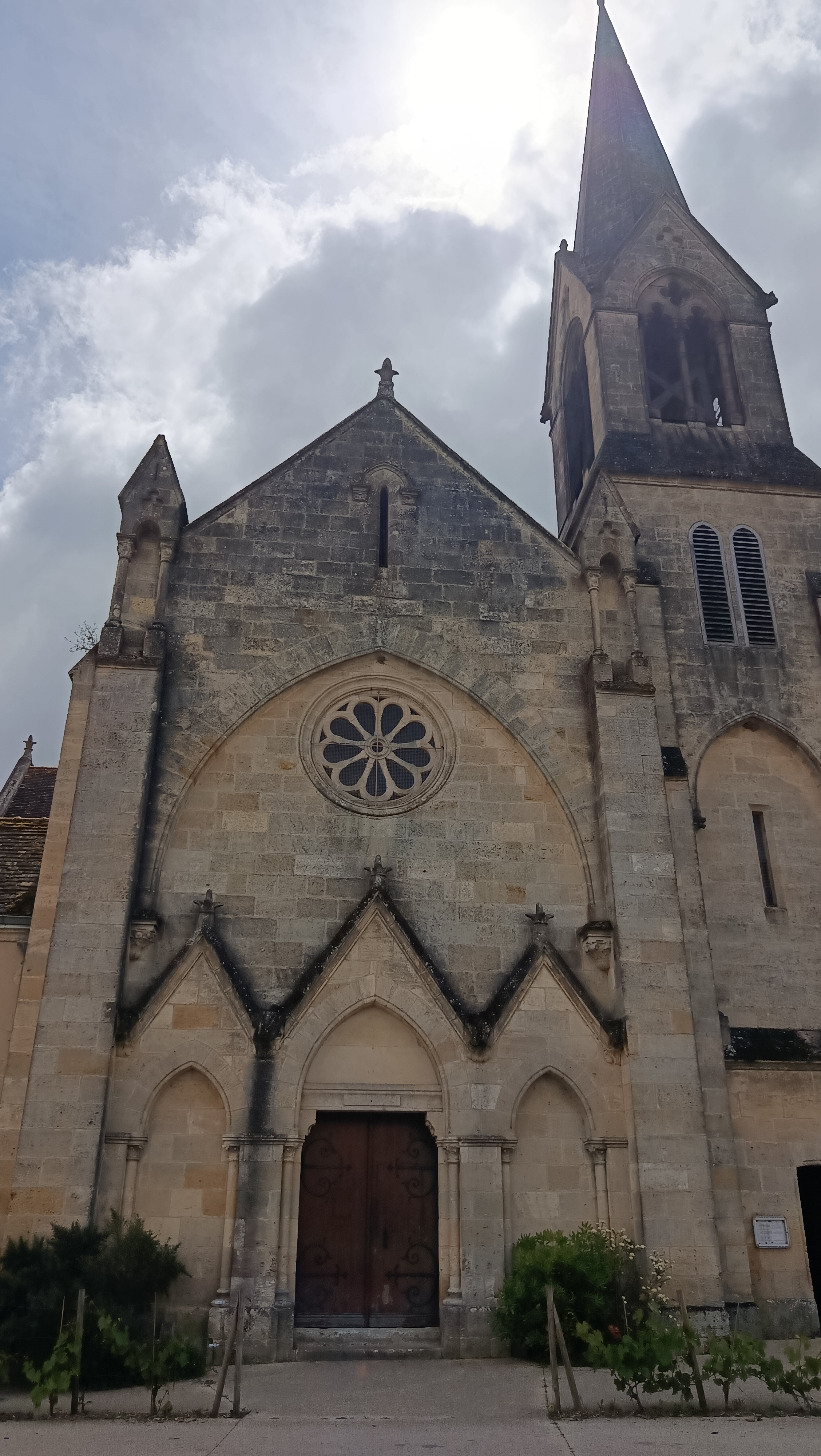
L'église Saint-Jean-Baptiste de face (mai 2025)
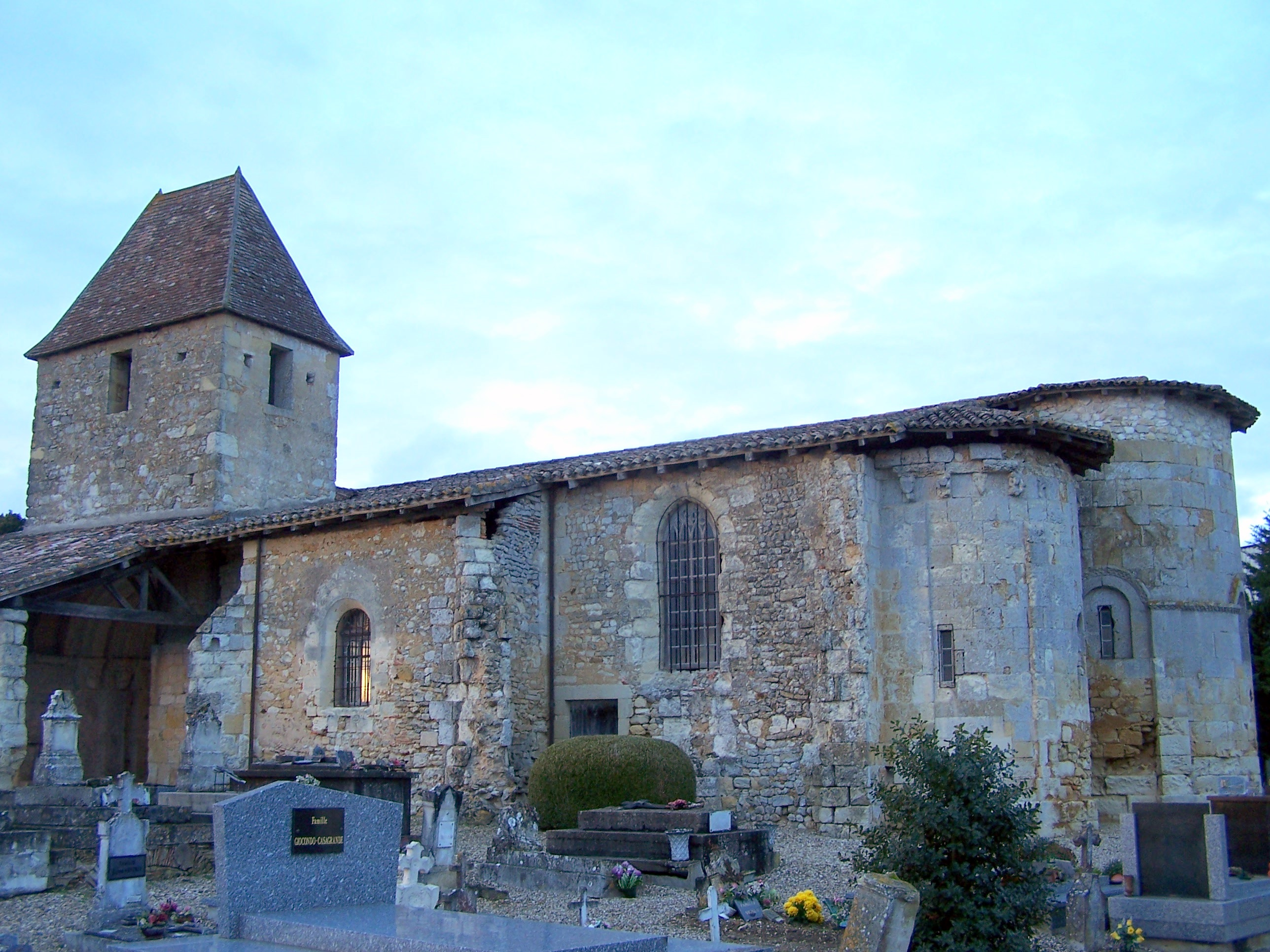
L'église Saint-Jean-de-Vidailhac (déc. 2009)
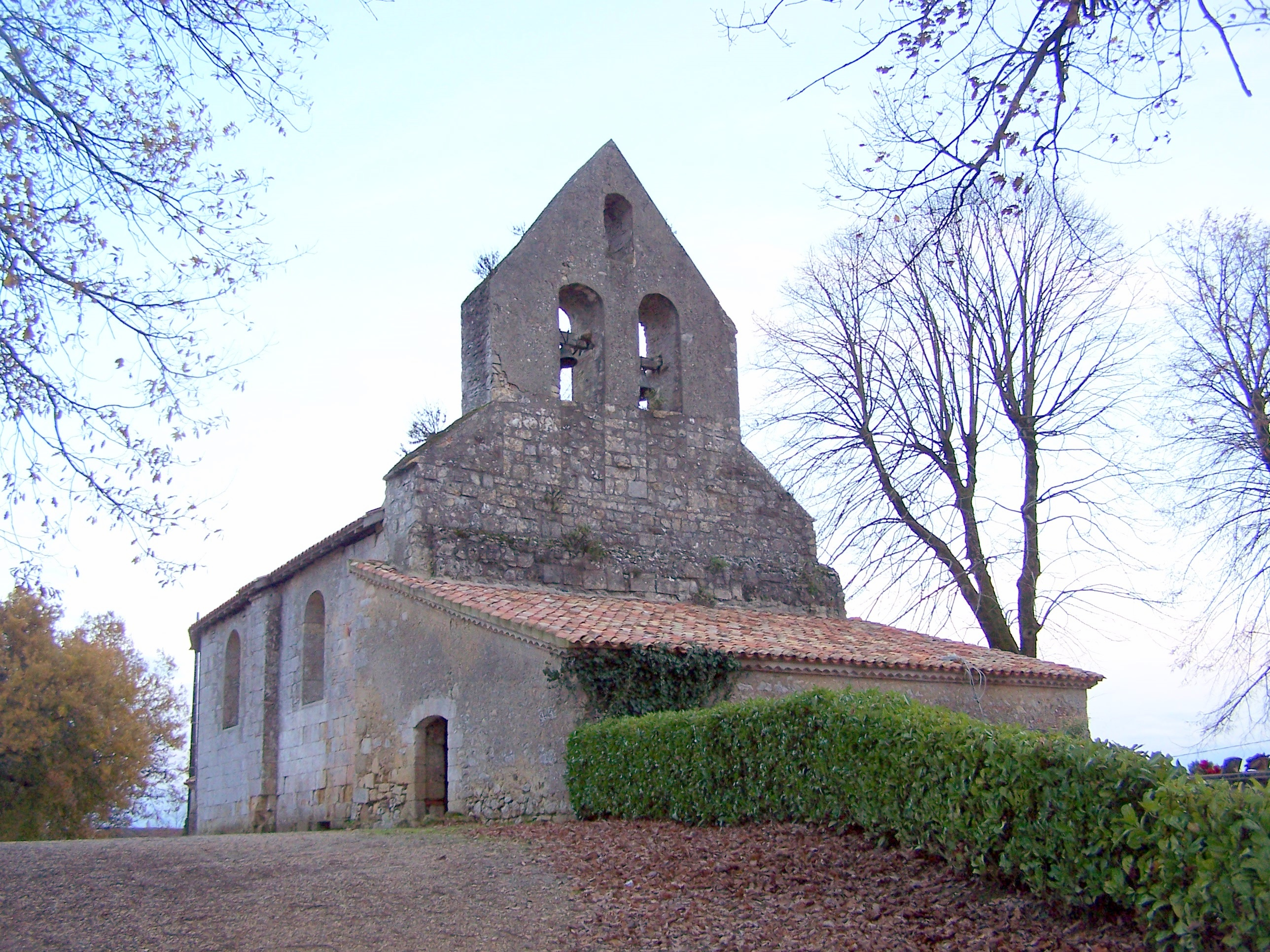
L'église de Gouts (déc. 2009)
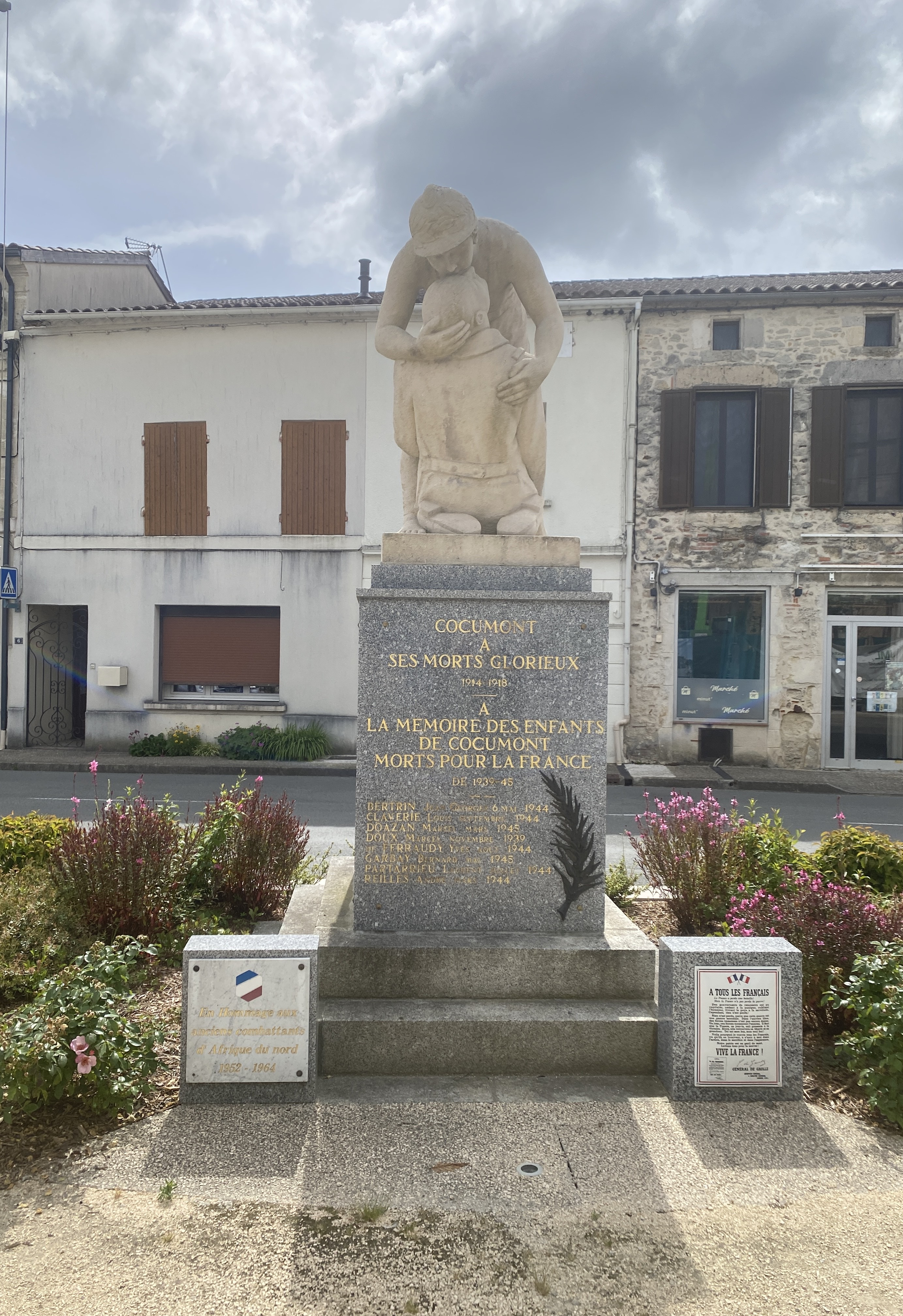
Monument aux morts de Cocumont (mai 2025)

### Espace de nature
- Le vallon de l'aramon, situé près du centre-ville, offre un espace de promenade de plusieurs hectares (au moins sept). Son aménagement et son accessibilité sont en projet depuis des années.

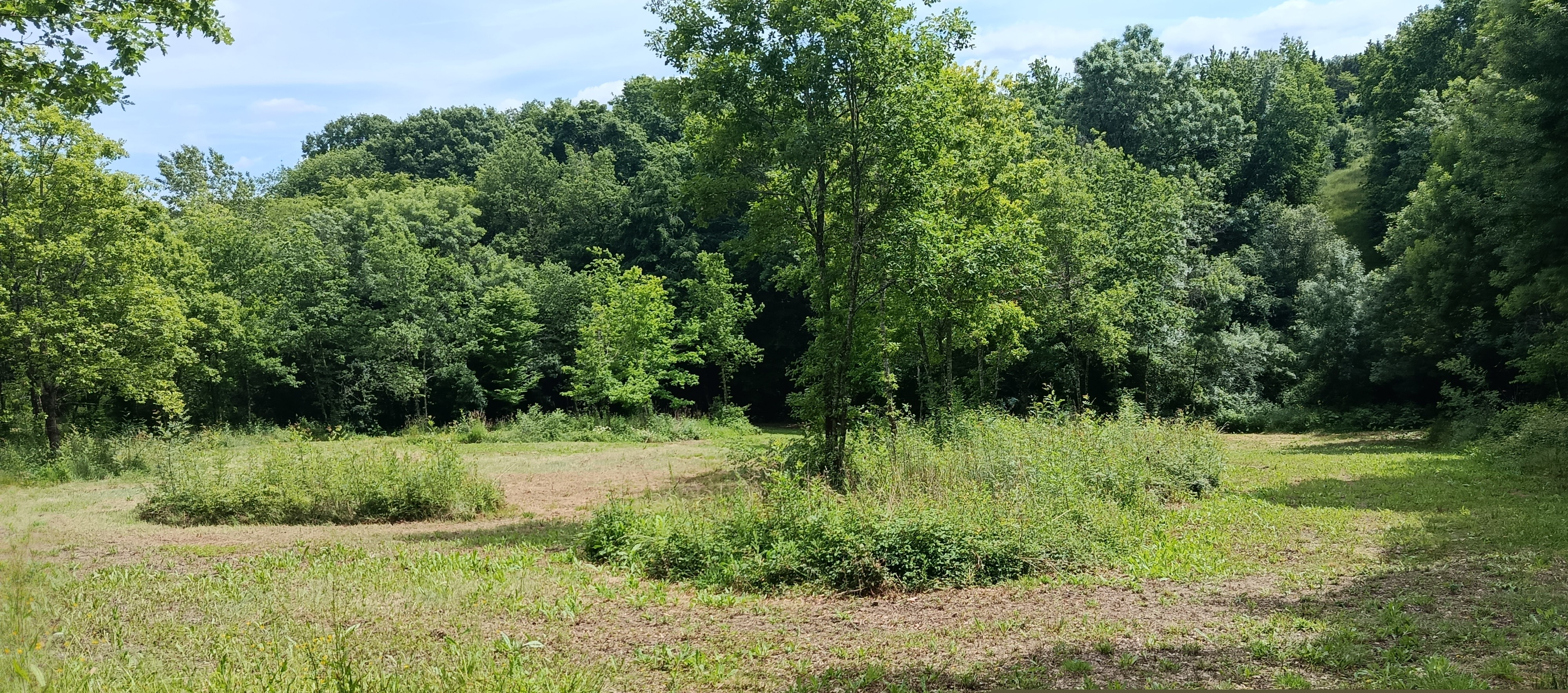
Vallon de l'aramon (mai 2025)
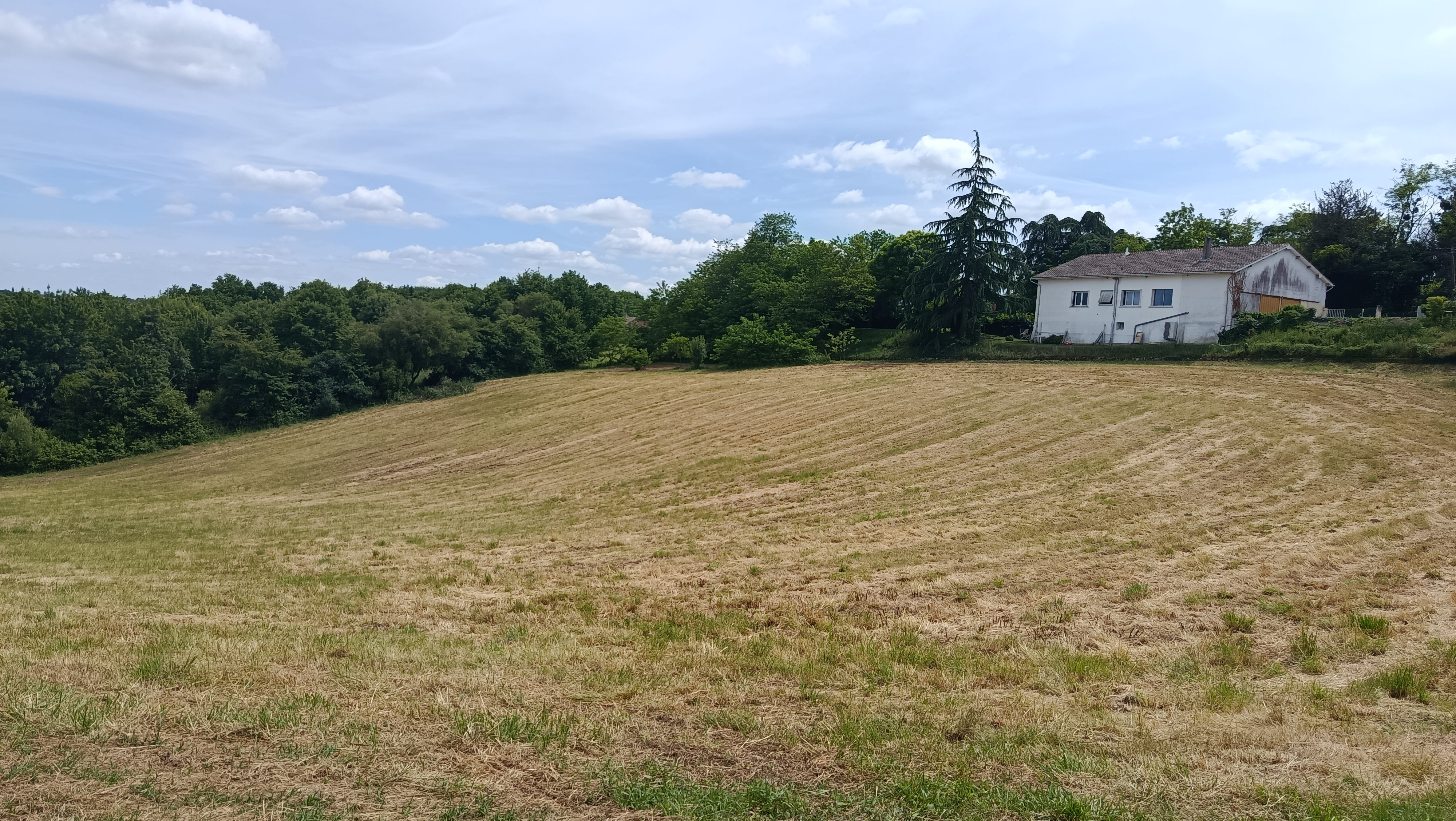
Vue du vallon de l'aramon (mai 2025)

### Personnalités liées à la commune
- Bernard Laujacq, homme politique né le 1er janvier 1758 à Cocumont (Lot-et-Garonne) et décédé le 2 décembre 1841 à Agen (Lot-et-Garonne).
- Alphonse Lamarque (Jacques Thomas Alphonse Lamarque de Plaisance), né le 22 juin 1813, fils d'un conseiller de Casteljaloux (Lot-et-Garonne), fut ethnologue et maire de Cocumont entre 1850 et 1852.

### Noms des rues
- Une grande partie des noms de rues sont issus des vignes. Le bourg regroupe les cépages à vin rouge tandis que les lotissements se partagent les cépages blancs. Par exemple :
  - Place des Vignerons : anciennement place de la Mairie ou place du Marché
  - Rue des Bouilleurs de cru : rappelle l'activité passée d'un distillateur à cet endroit jusque dans les années 1960.

### Commune au nom burlesque
De par sa toponymie, le village de Cocumont fait partie de l'association des communes de France aux noms burlesques et chantants.
À ce titre, Cocumont a organisé la troisième rencontre en 2005.

### Héraldique
| Blason de Cocumont | Blason  | D'or à la montagne de chênes de sinople, au chef d'azur chargé de trois abeilles d'or. |
| Blason de Cocumont | Détails | Créé en 1863. Le statut officiel du blason reste à déterminer.                         |